# Eutetrapha chlorotica
Eutetrapha chlorotica är en skalbaggsart som beskrevs av Pu och Jin 1991. Eutetrapha chlorotica ingår i släktet Eutetrapha och familjen långhorningar. Inga underarter finns listade i Catalogue of Life.